# Nasukarasuyama
Nasukarasuyama (japanska: 那須烏山市?, Nasukarasuyama-shi) är en stad i Tochigi prefektur i Japan. Staden bildades 2005 genom sammanslagning av kommunerna Karasuyama och Minaminasu.